# كورنر بروك
كورنر بروك (بالإنجليزية: Corner Brook)‏ هي مدينة كندية تقع على جزيرة نيوفاوندلاند الكندية ويبلغ عدد سكان مدينة كورنر بروك حوالي 20,083 نسمة حسب إحصائيات سنة 2006.

## المناخ
يظهر الجدول التالي التغييرات المناخية على مدار السنة لكورنر بروك:
| البيانات المناخية لـكورنر بروك    | البيانات المناخية لـكورنر بروك | البيانات المناخية لـكورنر بروك | البيانات المناخية لـكورنر بروك | البيانات المناخية لـكورنر بروك | البيانات المناخية لـكورنر بروك | البيانات المناخية لـكورنر بروك | البيانات المناخية لـكورنر بروك | البيانات المناخية لـكورنر بروك | البيانات المناخية لـكورنر بروك | البيانات المناخية لـكورنر بروك | البيانات المناخية لـكورنر بروك | البيانات المناخية لـكورنر بروك | البيانات المناخية لـكورنر بروك |
| الشهر                             | يناير                          | فبراير                         | مارس                           | أبريل                          | مايو                           | يونيو                          | يوليو                          | أغسطس                          | سبتمبر                         | أكتوبر                         | نوفمبر                         | ديسمبر                         | المعدل السنوي                  |
| --------------------------------- | ------------------------------ | ------------------------------ | ------------------------------ | ------------------------------ | ------------------------------ | ------------------------------ | ------------------------------ | ------------------------------ | ------------------------------ | ------------------------------ | ------------------------------ | ------------------------------ | ------------------------------ |
| الدرجة القصوى °م (°ف)             | 16.5 (61.7)                    | 14.0 (57.2)                    | 20.5 (68.9)                    | 22.5 (72.5)                    | 27.2 (81.0)                    | 35.0 (95.0)                    | 34.4 (93.9)                    | 34.4 (93.9)                    | 31.1 (88.0)                    | 27.0 (80.6)                    | 21.7 (71.1)                    | 16.7 (62.1)                    | 35.0 (95.0)                    |
| متوسط درجة الحرارة الكبرى °م (°ف) | −2.7 (27.1)                    | −3.0 (26.6)                    | 0.8 (33.4)                     | 6.4 (43.5)                     | 12.4 (54.3)                    | 17.4 (63.3)                    | 22.0 (71.6)                    | 21.6 (70.9)                    | 17.1 (62.8)                    | 10.8 (51.4)                    | 5.0 (41.0)                     | 0.4 (32.7)                     | 9.0 (48.2)                     |
| المتوسط اليومي °م (°ف)            | −6.1 (21.0)                    | −6.8 (19.8)                    | −3.2 (26.2)                    | 2.6 (36.7)                     | 8.0 (46.4)                     | 12.8 (55.0)                    | 17.3 (63.1)                    | 17.3 (63.1)                    | 13.0 (55.4)                    | 7.5 (45.5)                     | 2.3 (36.1)                     | −2.5 (27.5)                    | 5.2 (41.4)                     |
| متوسط درجة الحرارة الصغرى °م (°ف) | −9.6 (14.7)                    | −10.6 (12.9)                   | −7.2 (19.0)                    | −1.2 (29.8)                    | 3.4 (38.1)                     | 8.2 (46.8)                     | 12.6 (54.7)                    | 12.9 (55.2)                    | 8.8 (47.8)                     | 4.0 (39.2)                     | −0.4 (31.3)                    | −5.3 (22.5)                    | 1.3 (34.3)                     |
| أدنى درجة حرارة °م (°ف)           | −31.7 (−25.1)                  | −31.7 (−25.1)                  | −29.4 (−20.9)                  | −18.5 (−1.3)                   | −7.5 (18.5)                    | −4.4 (24.1)                    | 1.1 (34.0)                     | 0.0 (32.0)                     | −2.8 (27.0)                    | −7.8 (18.0)                    | −16.1 (3.0)                    | −20.6 (−5.1)                   | −31.7 (−25.1)                  |
| الهطول مم (إنش)                   | 144.8 (5.70)                   | 105.6 (4.16)                   | 93.3 (3.67)                    | 80.4 (3.17)                    | 86.3 (3.40)                    | 87.0 (3.43)                    | 91.8 (3.61)                    | 107.2 (4.22)                   | 105.5 (4.15)                   | 112.2 (4.42)                   | 122.4 (4.82)                   | 149.2 (5.87)                   | 1٬285٫8 (50.62)                |
| متوسط تساقط الثلوج سم (إنش)       | 105.5 (41.5)                   | 77.6 (30.6)                    | 51.6 (20.3)                    | 24.3 (9.6)                     | 5.2 (2.0)                      | 0.2 (0.1)                      | 0.0 (0.0)                      | 0.0 (0.0)                      | 0.1 (0.0)                      | 6.2 (2.4)                      | 36.7 (14.4)                    | 94.0 (37.0)                    | 401.3 (158.0)                  |
| المصدر: Environment Canada        |                                |                                |                                |                                |                                |                                |                                |                                |                                |                                |                                |                                |                                |

## أعلام
- كيث براون
- دوغ غرانت
- جيري بيرن
- كارين دير
- توم مارشال
- نويل ميرفي
- ويليام ريتشارد كينت